# Sjunik
Sjunik (arménsky Սյունիք;  [sjuˈnikʰ]) je provincie na jihu Arménie. Na východě a západě hraničí s Ázerbájdžánem, na jihu s Íránem a na severu s arménskou provincií Vajoc Dzor. Její hlavní město je Kapan, dalšími velkými městy jsou Goris, Meghri, Sisian, Kadžaran, Agarak a Dastakert. Provincie má rozlohu 4 506 km², což je 15 % území celé Arménie. V roce 2011 zde žilo 141 771 obyvatel, což je 4,7 % obyvatel Arménie. Staré pojmenování této oblasti je Zangezur.

## Geografie
Sjunik se nachází převážně na svazích hřebene Zangezuru a jeho výběžků. Nejvyšší horou provincie je Kapydžik (3904 m n. m.), nejnižší místo se nachází v údolí řeky Araks (380 m n. m.).
Tato provincie hraničí na severu s arménskou provincií Vajoc Dzor, na východě s regiony Kelbadžar a Lačin v Ázerbájdžánu, na jihu s Íránem a na západě s ázerbájdžánskou Nachičevanskou autonomní republikou.
Hranice s Íránem vede podél řeky Araks. V jeho horním a středním toku protékají územím Sjuniku přítoky Ochči a Vorotan.
Provincie má 7 měst a 102 vesnic.

## Dějiny
Historicky je provincie Sjunik (nazývaná také Sisakan) jedním z 15 regionů Velké Arménie a starověký Sjunik nahang zahrnoval kromě současné provincie také země kolem jezera Sevan a dále na jih po toku řeky Araks. Na východě země hraničila s Arcachem (10. provincie Velké Arménie, nazývaná také někdy Malý Sjunik), na západě s provincií Ajrarat. Po rozdělení Velké Arménie v roce 387 se Sjunik stal součástí Persie. V 7. století byla provincie podmaněna Araby.
Od 9. století byl Sjunik oblastí arménského státu Bagratids. Od roku 904 se Nachičevansko stalo také součástí Sjuniku. V roce 987 zde vzniklo Království Sjunik, které uznávalo nejvyšší moc arménských Bagratidů. Nejvýznamnějšími arménskými rodinami, které vládly středověkému Sjuniku, byly Orbelové a Prošianové.
V pozdním středověku zde vládli arménští melikové, kteří byli vazalsky závislí na muslimských vládcích. Později se Sjunik stal součástí Karabašského chanátu. Od roku 1828 byl Sjunik součástí Jelizavetpolské gubernie Ruské říše.
Po revoluci v Rusku v roce 1917 vznikly na Kavkaze tři na Rusku nezávislé státy- Arménie, Ázerbájdžán a Gruzie. Provincii Sjunik si nárokovala Arménie ale i Ázerbájdžán, v tu dobu tam byla etnicky smíšená populace (většinoví Arméni 350 000 obyvatel a Ázerbájdžánci 180 000 obyvatel). Mezi léty 1918 a 1920 byla oblast součást První Arménské republiky pod kontrolou arménských vůdců. Roku 1920 započala arménskou tehdejší vládou podporovaná invaze Rudé armády. Arméni v Sjuniku pod vedením Gareghina Nzhdeha vyhlásili Republiku Horské Arménie a bojovali jak proti Ázerbájdžáncům tak proti bolševikům. Na jaře 1921 byly ozbrojené oddíly Dašnaků poraženy Rudou Armádou. Vláda v Moskvě rozhodla o připojení Sjuniku k Arménii, další sporná teritoria (Náhorní Karabach a Nachičevansko) byla připojena k Ázerbájdžánské SSR.
V počátcích sovětského období se v Sjuniku projevoval odpor vůči sovětizaci. V dubnu 1931 došlo k devastujícímu zemětřesení, který zničil 80 % vesnic v provincii.
V letech 1987–1989 se v provincii objevily etnické třenice mezi většinovými Armény a menšinovými Ázerbájdžánci, které vedly k exodu Ázerbájdžánců ze Sjuniku, který se stal z více než 99 % etnicky homogenní.
V dobách SSSR nebyl Sjunik samostatným regionem, ale byl rozdělen mezi několik oblastí. Po znovunabytí nezávislosti Arménie je Sjunik opět samostatnou provincií.

## Ekonomika
Ekonomika provincie Sjunik je založena na těžbě a zpracování mědi. Mezi největší průmyslové podniky patří Zangezur Copper-Molybdenum Combine (největší těžební a hutní firma v Arménii), Agarak Copper-Molybdenm Combine a Kapak Ore Mining and Processing Combine. V provincii také existuje lehký a potravinářský průmysl.
Vorotanská kaskáda vodních elektráren (Tatevskaja HPP, Spandarjanskaja HPP a Šambskaja HPP) v roce 2002 zajistila výrobu 1150 milionů kilowatthodin elektřiny. Od roku 2006 do Sjuniku proudí zemní plyn přes plynovod z Íránu. V Meghri je distribuční stanice plynu.
Zemědělství provincie je založena hlavně na masném a mlékárenském průmyslu. V Kapanu se nachází velká drůbeží farma a v Meghri je konzervárna. Na velmi dobré úrovni je v regionu pěstování obilovin.

## Doprava
Pro spojení exklávy Nachičevanské autonomní republiky s Ázerbájdžánem byl zvažovaný čtyřicetikilometrový dopravní koridor „Zangezur“ přes arménskou provincii Sjunik. Po konfliktu v Náhorním Karabachu v roce 2023 podepsali dne 6. října 2023 Ázerbájdžán a Írán protokol o záměru výstavby nové železniční trati a železničních mostů procházející územím Íránu. Poté, 17. října, arménský premiér Nikol Pašinjan uvedl, že arménská strana je připravena otevřít železnici Meghri (známou také jako koridor Zangezur nebo koridor Sjunik), ale ne jako exteritoriální koridor.

## Obyvatelstvo
Počet obyvatel v regionu postupně klesá. V roce 1917 žilo v provincii 530 000 obyvatel, v roce 2001 jich bylo 152 684 a v roce 2011 již jen 141 771. 99,71 % obyvatel představují Arméni, 0,18 % jsou Rusové a 0,02 % jsou Ukrajinci.
Většina obyvatel provincie patří k Arménské apoštolské církvi.